# 硫化マグネシウム
硫化マグネシウム（りゅうかマグネシウム、magnesium sulfide）は、マグネシウムの硫化物で、化学式 MgS の無機化合物。CAS登録番号は [12032-36-9]。

## 合成
硫黄とマグネシウム、または硫化水素とマグネシウムの反応によってできる。
{\displaystyle {\ce {Mg\ + S -> MgS}}}
{\displaystyle {\ce {(Mg->Mg^{2+}\ +2{\mathit {e}}^{-},S\ +2{\mathit {e}}^{-}->S^{2-})}}}
{\displaystyle {\ce {Mg\ + H2S -> MgS\ + H2}}}
純粋な硫酸マグネシウムに750℃で、窒素ガスで希釈した二硫化炭素蒸気と反応させると、より純度の高いものが得られる。
{\displaystyle {\ce {3MgSO4\ + 4CS2 -> 3MgS\ + 4COS\ + 4SO2}}}

## 性質
純粋なものは無色の立方体結晶で立方晶系に属し塩化ナトリウム型構造をとり、その格子定数はa = 5.08Åである。不純物を含むものは淡赤色または赤褐色を呈する。
水に対しては加水分解反応を起こし、硫化水素マグネシウムおよび水酸化マグネシウムを生成する。空気中では徐々に酸化されて硫酸マグネシウムとなる。
{\displaystyle {\ce {2MgS\ + 2 H2O -> Mg(SH)2\ + Mg(OH)2}}}
{\displaystyle {\ce {MgS\ + 2 O2 -> MgSO4}}}
希酸と反応して硫化水素を発生する。
{\displaystyle {\ce {MgS\ + 2H^+ -> Mg^{2+}\ + H2S}}}